# Giuseppe Cianciafara
Giuseppe Cianciafara (Messina, 13 februari 1821 – aldaar, 22 mei 1886) was burgemeester van de stad Messina op Sicilië, en dit zowel ten tijde van het koninkrijk der Beide Siciliën als na de eenmaking van Italië. Hij was senator voor het leven in het koninkrijk Italië.

## Levensloop
Cianciafara was een gegoede industrieel in de havenstad Messina. Reeds voor de eenmaking van Italië, ten tijde van het Bourbonregime in de Beide Siciliën, was Cianciafara politiek actief in het stadsbestuur van Messina. Data van ambten ontbreken. Het is wel bekend dat Cianciafara geridderd was.
Cianciafara had zijn politieke macht opgebouwd in alle financiële kringen van de stad. Hij zat in het bestuur van de Handelskamer, de kredietkas van de stad, culturele verenigingen zoals bijvoorbeeld de Gabinetto di Lettura en in liefdadigheidsinstellingen. Zijn achterban was financieel krachtig zowel in de gemeenteraad als in de provincieraad van Messina. Zijn machtsbasis bleef bewaard nadat Sicilië was aangehecht aan het jonge koninkrijk Italië. Zijn politieke kleur was gematigd liberaal. 
Cianciafara werd driemaal burgemeester van Messina: in de periodes 1867-1870; 1870-1873 en 1877-1882. Hij kreeg de kritiek te verduren dat hij te veel bezig was met cliëntelisme en met speculaties voor zijn persoonlijk gewin.
In 1871 benoemde koning Vittorio Emanuele II van Italië hem tot senator voor het leven. Hij behoorde tot de senaatsfractie van kapitaalkrachtige cijnskiezers.

## Eerbewijzen
Van koning Vittorio Emanuele II ontving Cianciafara de eretekens van grootofficier in de Orde van Sint-Mauritius en Sint-Lazarus en van grootofficier in de Orde van de Italiaanse Kroon.